# El Collao (tỉnh)
Tỉnh El Collao (tiếng Tây Ban Nha: Provincia de El Collao) là một tỉnh thuộc vùng Puno của Peru. Tỉnh El Collao có diện tích 5601 km², dân số thời điểm theo điều tra dân số ngày 11 tháng 7 năm 1993 là 75456 người. Tỉnh lỵ đóng ở Ilave.